# Kang Song-san
Kang Song-san (1931-2007) est un homme d'État nord-coréen. Il a exercé à deux reprises (du 27 janvier 1984 au 29 décembre 1986 et du 11 décembre 1992 au 21 février 1997) les fonctions de Premier ministre. Lorsqu'il a cessé ses fonctions en février 1997, Kang Song-san était réputé être malade depuis près d'un an selon la BBC.